# Чо Хьйо Гйон
Чо Хьйо Гйон (10 травня 2000 ) — північнокорейська борчиня вільного стилю, бронзова призерка Олімпійських ігор 2024 року.

## Спортивні результати на міжнародних змаганнях

### Виступи на Олімпіадах
| Змагання                    | Збірна | Вагова категорія          | Місце  |
| --------------------------- | ------ | ------------------------- | ------ |
| Літні Олімпійські ігри 2024 | КНДР   | жіноча боротьба, до 53 кг | Бронза |

### Виступи на Азійських іграх
| Змагання           | Збірна         | Вагова категорія          | Місце  |
| ------------------ | -------------- | ------------------------- | ------ |
| Азійські ігри 2022 | Північна Корея | жіноча боротьба, до 53 кг | Бронза |

### Виступи на інших змаганнях
| Змагання                                                     | Збірна         | Вагова категорія          | Місце  |
| ------------------------------------------------------------ | -------------- | ------------------------- | ------ |
| Олімпійський кваліфікаційний турнір з боротьби 2024 (Бішкек) | Північна Корея | жіноча боротьба, до 53 кг | Золото |